# Puchar Azji U-23 w Piłce Nożnej 2024
Puchar Azji U-23 w piłce nożnej 2024 – szósty turniej Pucharu Azji U-23. Po raz drugi wydarzenie to rozgrywane było w Katarze. Rozpoczęło się ono 15 kwietnia, a zakończyło 3 maja 2024 roku.
W turnieju mogli wystąpić jedynie zawodnicy, którzy spełniać będą wymagania dotyczące wieku.

## Kwalifikacje
W kwalifikacjach wzięły udział 43 reprezentacje, podzielone na jedenaście grup cztero- i trzydrużynowych. Do turnieju awansowali zwycięzcy grup oraz cztery najlepsze zespoły z drugich miejsc.

## Zakwalifikowane zespoły
Do finałowego turnieju zakwalifikowało się 16 drużyn. Oprócz Kataru, który ma zapewniony start jako gospodarz, 15 innych zespołów uzyskało kwalifikację poprzez eliminacje.
| Reprezentacja                     | Sposób kwalifikacji | Ostatni występ | Najlepszy wynik                       | Wynik        |
| --------------------------------- | ------------------- | -------------- | ------------------------------------- | ------------ |
| Katar U-23                        | gospodarz           | 2022           | III miejsce (2018)                    | Ćwierćfinał  |
| Jordania U-23                     | Grupa A             | 2022           | III miejsce (2013)                    | Faza grupowa |
| Korea Południowa U-23             | Grupa B             | 2022           | Mistrzostwo (2020)                    | Ćwierćfinał  |
| Wietnam U-23                      | Grupa C             | 2022           | II miejsce (2018)                     | Ćwierćfinał  |
| Japonia U-23                      | Grupa D             | 2022           | Mistrzostwo (2016)                    | Mistrz       |
| Uzbekistan U-23                   | Grupa E             | 2022           | Mistrzostwo (2018)                    | II miejsce   |
| Irak U-23                         | Grupa F             | 2022           | Mistrzostwo (2013)                    | III miejsce  |
| Zjednoczone Emiraty Arabskie U-23 | Grupa G             | 2022           | Ćwierćfinał (2013, 2016, 2020)        | Faza grupowa |
| Tajlandia U-23                    | Grupa H             | 2022           | Ćwierćfinał (2020)                    | Faza grupowa |
| Australia U-23                    | Grupa I             | 2022           | III miejsce (2020)                    | Faza grupowa |
| Arabia Saudyjska U-23             | Grupa J             | 2022           | Mistrzostwo (2022)                    | Ćwierćfinał  |
| Indonezja U-23                    | Grupa K             | debiutant      | debiutant                             | IV miejsce   |
| Kuwejt U-23                       | II miejsce          | 2022           | Faza grupowa (2013, 2020)             | Faza grupowa |
| Tadżykistan U-23                  | II miejsce          | 2022           | Faza grupowa (2020)                   | Faza grupowa |
| Chiny U-23                        | II miejsce          | 2020           | Faza grupowa (2013, 2016, 2018, 2020) | Faza grupowa |
| Malezja U-23                      | II miejsce          | 2022           | Ćwierćfinał (2018)                    | Faza grupowa |

## Losowanie
Losowanie fazy grupowej odbyło się 23 listopada 2023 w Dosze. Przy przydzielaniu zespołów do koszyków uwzględniono wyniki drużyn podczas poprzedniej edycji turnieju.
| Koszyk 1                                                              | Koszyk 2                                                    | Koszyk 3                                                                   | Koszyk 4                                                |
| --------------------------------------------------------------------- | ----------------------------------------------------------- | -------------------------------------------------------------------------- | ------------------------------------------------------- |
| Katar U-23 (gosp.) Arabia Saudyjska U-23 Uzbekistan U-23 Japonia U-23 | Australia U-23 Irak U-23 Wietnam U-23 Korea Południowa U-23 | Tajlandia U-23 Jordania U-23 Zjednoczone Emiraty Arabskie U-23 Kuwejt U-23 | Malezja U-23 Tadżykistan U-23 Indonezja U-23 Chiny U-23 |

## Miasta i stadiony
Turniej odbędzie się na 4 stadionach w 2 miastach.
| Khalifa International Stadium | Al Janoub Stadium            |
| Pojemność: 45 857             | Pojemność: 44 325            |
|                               |                              |
| Doha                          |                              |
| Jassim Bin Hamad Stadium      | Abdullah bin Khalifa Stadium |
| Pojemność: 15 000             | Pojemność: 9 000             |
|                               |                              |

## Faza grupowa
Na podstawie:
Legenda
|  | Awans do fazy pucharowej. |
|  | Klasyfikacja II miejsc    |

Gdy dwie lub więcej drużyn zakończy fazę grupową z taką samą liczbą punktów, o kolejności w tabeli decyduje:
1. bilans bramkowy
2. liczba goli zdobytych w fazie grupowej;
3. punkty zdobyte w meczach pomiędzy danymi drużynami;
4. różnica bramek w meczach pomiędzy danymi drużynami;
5. zdobyte bramki w meczach pomiędzy danymi drużynami;
6. klasyfikacja fair play;
7. losowanie.

### Grupa A
| Lp. | Drużyna        | M | Mecze | Mecze | Mecze | Bramki | Bramki | Bramki | Pkt |
| Lp. | Drużyna        | M | W     | R     | P     | +      | −      | +/−    | Pkt |
| --- | -------------- | - | ----- | ----- | ----- | ------ | ------ | ------ | --- |
| 1.  | Katar U-23     | 3 | 2     | 1     | 0     | 4      | 1      | +3     | 7   |
| 2.  | Indonezja U-23 | 3 | 2     | 0     | 1     | 5      | 3      | +2     | 6   |
| 3.  | Australia U-23 | 3 | 0     | 2     | 1     | 0      | 1      | −1     | 2   |
| 4.  | Jordania U-23  | 3 | 0     | 1     | 2     | 2      | 6      | −4     | 1   |

| 15 kwietnia 2024 15:00 CET | Australia U-23 | 0:0(0:0)Raport | Jordania U-23 | Abdullah bin Khalifa Stadium, Doha Widzów: 1 356 Sędzia: Hiroyuki Kimura |
|                            |                |                |               |                                                                          |

| 15 kwietnia 2024 17:30 CET | Katar U-23 · Sabah 45+1' (k) · Al-Rawi 54' | 2:0(1:0)Raport | Indonezja U-23 | Jassim Bin Hamad Stadium, Doha Widzów: 8 867 Sędzia: Nasrullo Kabirov |
|                            |                                            |                |                |                                                                       |

| 18 kwietnia 2024 15:00 CET | Indonezja U-23 · Teguh 45' | 1:0(1:0)Raport | Australia U-23 | Abdullah bin Khalifa Stadium, Doha Widzów: 2 925 Sędzia: Majed Al-Shamrani |
|                            |                            |                |                |                                                                            |

| 18 kwietnia 2024 17:30 CET | Jordania U-23 · Al Haj 52' | 1:2(0:1)Raport | Katar U-23 · 40' Alyazidi · 90+13' Al Mannai | Jassim Bin Hamad Stadium, Doha Widzów: 8 132 Sędzia: Sivakorn Pu-udom |
|                            |                            |                |                                              |                                                                       |

| 21 kwietnia 2024 16:30 CET | Jordania U-23 · Hubner 79' (sam.) | 1:4(0:2)Raport | Indonezja U-23 · 23', 70' Ferdinan · 40' Sulaeman · 86' Teguh | Abdullah bin Khalifa Stadium, Doha Widzów: 5 632 Sędzia: Ammar Ashkanani |
|                            |                                   |                |                                                               |                                                                          |

| 21 kwietnia 2024 16:30 CET | Katar U-23 | 0:0(0:0)Raport | Australia U-23 | Jassim Bin Hamad Stadium, Doha Widzów: 6 412 Sędzia: Rustam Lutfullin |
|                            |            |                |                |                                                                       |

### Grupa B
| Lp. | Drużyna                           | M | Mecze | Mecze | Mecze | Bramki | Bramki | Bramki | Pkt |
| Lp. | Drużyna                           | M | W     | R     | P     | +      | −      | +/−    | Pkt |
| --- | --------------------------------- | - | ----- | ----- | ----- | ------ | ------ | ------ | --- |
| 1.  | Korea Południowa U-23             | 3 | 3     | 0     | 0     | 4      | 0      | +4     | 9   |
| 2.  | Japonia U-23                      | 3 | 2     | 0     | 1     | 3      | 1      | +2     | 6   |
| 3.  | Chiny U-23                        | 3 | 1     | 0     | 2     | 2      | 4      | −2     | 3   |
| 4.  | Zjednoczone Emiraty Arabskie U-23 | 3 | 0     | 0     | 3     | 1      | 5      | −4     | 0   |

| 16 kwietnia 2024 14:00 CET | Japonia U-23 · Matsuki 8' | 1:0(1:0)Raport | Chiny U-23 | Jassim Bin Hamad Stadium, Doha Widzów: 390 Sędzia: Casey Reibelt |
|                            |                           |                |            |                                                                  |

| 16 kwietnia 2024 16:30 CET | Korea Południowa U-23 · Lee 90+4' | 1:0(0:0)Raport | Zjednoczone Emiraty Arabskie U-23 | Abdullah bin Khalifa Stadium, Doha Widzów: 378 Sędzia: Rustam Lutfullin |
|                            |                                   |                |                                   |                                                                         |

| 19 kwietnia 2024 14:00 CET | Chiny U-23 | 0:2(0:1)Raport | Korea Południowa U-23 · 34', 69' Lee | Abdullah bin Khalifa Stadium, Doha Sędzia: Mohammed Al-Shammari |
|                            |            |                |                                      |                                                                 |

| 19 kwietnia 2024 16:30 CET | Zjednoczone Emiraty Arabskie U-23 | 0:2(0:1)Raport | Japonia U-23 · 27' Kimura · 66' Kawasaki | Jassim Bin Hamad Stadium, Doha Widzów: 2 097 Sędzia: Sadullo Gulmurodi |
|                            |                                   |                |                                          |                                                                        |

| 22 kwietnia 2024 14:00 CET | Zjednoczone Emiraty Arabskie U-23 · Fawzi 48' | 1:2(0:2)Raport | Chiny U-23 · 24' Xie · 45+5' Zhurun | Abdullah bin Khalifa Stadium, Doha Widzów: 2 411 Sędzia: Hussein Abo Yehia |
|                            |                                               |                |                                     |                                                                            |

| 22 kwietnia 2024 14:00 CET | Japonia U-23 | 0:1(0:0)Raport | Korea Południowa U-23 · 75' Kim | Jassim Bin Hamad Stadium, Doha Widzów: 2 683 Sędzia: Majed Al-Shamrani |
|                            |              |                |                                 |                                                                        |

### Grupa C
| Lp. | Drużyna               | M | Mecze | Mecze | Mecze | Bramki | Bramki | Bramki | Pkt |
| Lp. | Drużyna               | M | W     | R     | P     | +      | −      | +/−    | Pkt |
| --- | --------------------- | - | ----- | ----- | ----- | ------ | ------ | ------ | --- |
| 1.  | Irak U-23             | 3 | 2     | 0     | 1     | 6      | 5      | +1     | 6   |
| 2.  | Arabia Saudyjska U-23 | 3 | 2     | 0     | 1     | 10     | 4      | +6     | 6   |
| 3.  | Tadżykistan U-23      | 3 | 1     | 0     | 2     | 5      | 8      | −3     | 3   |
| 4.  | Tajlandia U-23        | 3 | 1     | 0     | 2     | 2      | 6      | −4     | 3   |

| 16 kwietnia 2024 16:30 CET | Irak U-23 | 0:2(0:1)Raport | Tajlandia U-23 · 26' Choolthong · 65' Poeiphimai | Al Janoub Stadium, Al-Wakra Widzów: 854 Sędzia: Ahmed Issa |
|                            |           |                |                                                  |                                                            |

| 16 kwietnia 2024 19:00 CET | Arabia Saudyjska U-23 · Hamidou 17' · Asiri 45+8' · Yahya 55', 61' | 4:2(2:1)Raport | Tadżykistan U-23 · 23' Khayloev · 64' Soirov | Khalifa International Stadium, Doha Widzów: 534 Sędzia: Ko Hyung-jin |
|                            |                                                                    |                |                                              |                                                                      |

| 19 kwietnia 2024 16:30 CET | Tajlandia U-23 | 0:5(0:3)Raport | Arabia Saudyjska U-23 · 4' Yahya · 45+1' Al-Ghamdi · 45+7', 49', 73' Radif | Khalifa International Stadium, Doha Widzów: 4 273 Sędzia: Shen Yinhao |
|                            |                |                |                                                                            |                                                                       |

| 19 kwietnia 2024 19:00 CET | Tadżykistan U-23 · Soirov 45+9' · Madaminov 90+5' | 2:4(1:2)Raport | Irak U-23 · 14' Mohammed · 22' Jasim · 56' Hameed · 87' Saad | Al Janoub Stadium, Al-Wakra Widzów: 4 273 Sędzia: Shaun Evans |
|                            |                                                   |                |                                                              |                                                               |

| 22 kwietnia 2024 16:30 CET | Arabia Saudyjska U-23 · Al-Ghamdi 45+10' | 1:2(1:1)Raport | Irak U-23 · 45+1' Jasim · 63' Saadoun | Khalifa International Stadium, Doha Widzów: 4 662 Sędzia: Hiroyuki Kimura |
|                            |                                          |                |                                       |                                                                           |

| 22 kwietnia 2024 16:30 CET | Tajlandia U-23 | 0:1(0:0)Raport | Tadżykistan U-23 · 90+1' Safarov | Al Janoub Stadium, Al-Wakra Widzów: 1 498 Sędzia: Yahya Almulla |
|                            |                |                |                                  |                                                                 |

### Grupa D
| Lp. | Drużyna         | M | Mecze | Mecze | Mecze | Bramki | Bramki | Bramki | Pkt |
| Lp. | Drużyna         | M | W     | R     | P     | +      | −      | +/−    | Pkt |
| --- | --------------- | - | ----- | ----- | ----- | ------ | ------ | ------ | --- |
| 1.  | Uzbekistan U-23 | 3 | 3     | 0     | 0     | 10     | 0      | +10    | 9   |
| 2.  | Wietnam U-23    | 3 | 2     | 0     | 1     | 5      | 4      | +1     | 6   |
| 3.  | Kuwejt U-23     | 3 | 1     | 0     | 2     | 3      | 9      | −6     | 3   |
| 4.  | Malezja U-23    | 3 | 0     | 0     | 3     | 1      | 6      | −5     | 0   |

| 17 kwietnia 2024 15:00 CET | Uzbekistan U-23 · Jaloliddinov 11' · Khoshimov 83' | 2:0(1:0)Raport | Malezja U-23 | Khalifa International Stadium, Doha Widzów: 3 113 Sędzia: Ahmed Al-Ali |
|                            |                                                    |                |              |                                                                        |

| 17 kwietnia 2024 17:30 CET | Wietnam U-23 · Nguyễn 45+1' · Bùi 47', 76' | 3:1(1:1)Raport | Kuwejt U-23 · 45+9' Al-Awadhi | Al Janoub Stadium, Al-Wakra Widzów: 394 Sędzia: Abdulla Al-Marri |
|                            |                                            |                |                               |                                                                  |

| 20 kwietnia 2024 14:00 CET | Malezja U-23 | 0:2(0:1)Raport | Wietnam U-23 · 39' Khuất · 60' Võ | Khalifa International Stadium, Doha Widzów: 2 456 Sędzia: Mooud Bonyadifard |
|                            |              |                |                                   |                                                                             |

| 20 kwietnia 2024 16:30 CET | Kuwejt U-23 | 0:5(0:1)Raport | Uzbekistan U-23 · 32' Davronov · 49' Khamraliev · 55' Erkinov · 86' Kholmatov · 90+6' Norchaev | Al Janoub Stadium, Al-Wakra Widzów: 3 113 Sędzia: Hanna Hattab |
|                            |             |                |                                                                                                |                                                                |

| 23 kwietnia 2024 16:30 CET | Uzbekistan U-23 · Odilov 4', 40' · Jiyanov 36' | 3:0(3:0)Raport | Wietnam U-23 | Khalifa International Stadium, Doha Widzów: 2 817 Sędzia: Kim Woo-sung |
|                            |                                                |                |              |                                                                        |

| 23 kwietnia 2024 16:30 CET | Kuwejt U-23 · Al-Awadhi 45+14' · Al Qaisi 60' | 2:1(1:0)Raport | Malezja U-23 · 63' Azim | Al Janoub Stadium, Al-Wakra Widzów: 3 064 Sędzia: Alex King |
|                            |                                               |                |                         |                                                             |

## Faza pucharowa
W fazie pucharowej uczestniczy 8 zespołów, które awansowały z fazy grupowej. Ta część rywalizacji składa się z trzech rund, w każdej rundzie odpada połowa drużyn. Po wyłonieniu czterech najlepszych drużyn turnieju, rozegrane zostaną półfinały. Przegrani tych spotkań rozegrają mecz o brązowy medal, zaś zwycięzcy o tytuł mistrzowski. W każdym ze spotkań fazy pucharowej mecz zakończony w regulaminowym czasie remisem musi być rozstrzygnięty poprzez trzydziestominutową dogrywkę. Jeżeli wynik nadal pozostanie nierozstrzygnięty, następuje seria rzutów karnych.
|  |                       |                   |                   |                   |   |                |                |                |                   |                   |                   |       |       |
|  | Ćwierćfinały          | Ćwierćfinały      | Ćwierćfinały      |                   |   | Półfinały      | Półfinały      | Półfinały      |                   |                   | Finał             | Finał | Finał |
|  | Ćwierćfinały          | Ćwierćfinały      | Ćwierćfinały      |                   |   | Półfinały      | Półfinały      | Półfinały      |                   |                   | Finał             | Finał | Finał |
|  | 25 kwietnia, Doha     |                   |                   |                   |   |                |                |                |                   |                   |                   |       |       |
|  |                       |                   |                   |                   |   |                |                |                |                   |                   |                   |       |       |
|  | Katar U-23            | Katar U-23        | 2                 |                   |   |                |                |                |                   |                   |                   |       |       |
|  | Katar U-23            | Katar U-23        | 2                 | 29 kwietnia, Doha |   |                |                |                |                   |                   |                   |       |       |
|  | Japonia U-23          | Japonia U-23      | 4                 |                   |   |                |                |                |                   |                   |                   |       |       |
|  | Japonia U-23          | Japonia U-23      | 4                 |                   |   | Japonia U-23   | Japonia U-23   | 2              |                   |                   |                   |       |       |
|  | 26 kwietnia, Al-Wakra |                   |                   |                   |   | Japonia U-23   | Japonia U-23   | 2              |                   |                   |                   |       |       |
|  |                       |                   | Irak U-23         | Irak U-23         | 0 |                |                |                |                   |                   |                   |       |       |
|  | Irak U-23             | Irak U-23         | Irak U-23         | Irak U-23         | 0 | 1              |                |                |                   |                   |                   |       |       |
|  | Irak U-23             | Irak U-23         |                   |                   |   | 1              | 3 maja, Doha   |                |                   |                   |                   |       |       |
|  | Wietnam U-23          | Wietnam U-23      | 0                 |                   |   |                |                |                |                   |                   |                   |       |       |
|  | Wietnam U-23          | Wietnam U-23      | 0                 |                   |   | Japonia U-23   | Japonia U-23   | 1              |                   |                   |                   |       |       |
|  | 25 kwietnia, Doha     |                   |                   |                   |   | Japonia U-23   | Japonia U-23   | 1              |                   |                   |                   |       |       |
|  |                       |                   | Uzbekistan U-23   | Uzbekistan U-23   | 0 |                |                |                |                   |                   |                   |       |       |
|  | Korea Płd. U-23       | Korea Płd. U-23   | Uzbekistan U-23   | Uzbekistan U-23   | 0 | 2(10)          |                |                |                   |                   |                   |       |       |
|  | Korea Płd. U-23       | Korea Płd. U-23   | 29 kwietnia, Doha |                   |   | 2(10)          |                |                |                   |                   |                   |       |       |
|  | Indonezja U-23        | Indonezja U-23    | 2(11)             |                   |   |                |                |                |                   |                   |                   |       |       |
|  | Indonezja U-23        | Indonezja U-23    | 2(11)             |                   |   | Indonezja U-23 | Indonezja U-23 | 0              | Mecz o 3. miejsce | Mecz o 3. miejsce | Mecz o 3. miejsce |       |       |
|  | 26 kwietnia, Doha     |                   |                   |                   |   | Indonezja U-23 | Indonezja U-23 | 0              | Mecz o 3. miejsce | Mecz o 3. miejsce | Mecz o 3. miejsce |       |       |
|  |                       |                   | Uzbekistan U-23   | Uzbekistan U-23   | 2 |                |                | 2 maja, Doha   | 2 maja, Doha      | 2 maja, Doha      |                   |       |       |
|  | Uzbekistan U-23       | Uzbekistan U-23   | Uzbekistan U-23   | Uzbekistan U-23   | 2 | 2              |                | 2 maja, Doha   | 2 maja, Doha      | 2 maja, Doha      |                   |       |       |
|  | Uzbekistan U-23       | Uzbekistan U-23   |                   |                   |   |                |                | Irak U-23      | Irak U-23         | 2                 |                   |       |       |
|  | Arabia Saud. U-23     | Arabia Saud. U-23 | 0                 |                   |   |                |                |                | Irak U-23         | 2                 |                   |       |       |
|  | Arabia Saud. U-23     | Arabia Saud. U-23 | 0                 |                   |   |                |                | Indonezja U-23 | Indonezja U-23    | 1                 |                   |       |       |
|  |                       |                   |                   |                   |   |                |                |                | Indonezja U-23    | 1                 |                   |       |       |

UWAGA: W nawiasach podane są wyniki po rzutach karnych.

### Ćwierćfinały
| 25 kwietnia 2024 16:00 CET | Katar U-23 · Al-Rawi 24' · Gaber 49' | 2:4 dogr(1:1)Raport | Japonia U-23 · 2' Yamada · 67' Kimura · 101' Hosoya · 112' Uchino | Jassim Bin Hamad Stadium, Doha Widzów: 9 673 Sędzia: Hanna Hattab |
|                            |                                      |                     |                                                                   |                                                                   |

| 25 kwietnia 2024 19:30 CET                                                      | Korea Południowa U-23 · Teguh 45' (sam.) · Jeong 84' | 2:2 dogr k. 10:11(1:2, 2:2, 2:2)Raport                                                                   | Indonezja U-23 · 15', 45+3' Struick | Abdullah bin Khalifa Stadium, Doha Widzów: 9 105 Sędzia: Shaun Evans |
|                                                                                 |                                                      | |                                     |                                                                      |
|                                                                                 |                                                      | Rzuty karne                                                                                              |                                     |                                                                      |
| Kim · Lee · Hwang · Paik · Byeon · Kang · Jeong · Hong · Cho · Baek · Kim · Lee |                                                      | Sananta · Arhan · Struick · Ferdinan · Hubner · Fikri · Sroyer · Ridho · Ferarri · Ari · Sananta · Arhan |                                     |                                                                      |

| 26 kwietnia 2024 16:00 CET | Uzbekistan U-23 · Norchaev 45+2' · Rakhmonaliev 84' | 2:0(1:0)Raport | Arabia Saudyjska U-23 | Khalifa International Stadium, Doha Widzów: 5 379 Sędzia: Ahmed Al-Ali |
|                            |                                                     |                |                       |                                                                        |

| 26 kwietnia 2024 19:30 CET | Irak U-23 · Jasim 64' | 1:0(0:0)Raport | Wietnam U-23 | Al Janoub Stadium, Al-Wakra Widzów: 3 182 Sędzia: Ko Hyung-jin |
|                            |                       |                |              |                                                                |

### Półfinały
| 29 kwietnia 2024 16:00 CET | Indonezja U-23 | 0:2(0:0)Raport | Uzbekistan U-23 · 68' Norchaev · 86' (sam.) Arhan | Abdullah bin Khalifa Stadium, Doha Widzów: 8 792 Sędzia: Shen Yinhao |
|                            |                |                |                                                   |                                                                      |

| 29 kwietnia 2024 19:30 CET | Japonia U-23 · Hosoya 28' · Araki 42' | 2:0(2:0)Raport | Irak U-23 | Jassim Bin Hamad Stadium, Doha Widzów: 6 405 Sędzia: Shaun Evans |
|                            |                                       |                |           |                                                                  |

### Mecz o 3. miejsce
| 2 maja 2024 17:30 CET | Irak U-23 · Tahseen 27' · Jasim 96' | 2:1 dogr(1:1, 1:1, 2:1)Raport | Indonezja U-23 · 19' Jenner | Abdullah bin Khalifa Stadium, Doha Widzów: 8 090 Sędzia: Majed Al-Shamrani |
|                       |                                     |                               |                             |                                                                            |

### Finał
| 3 maja 2024 17:30 CET | Japonia U-23 · Yamada 90+1' | 1:0(0:0)Raport | Uzbekistan U-23 | Jassim Bin Hamad Stadium, Doha Widzów: 12 276 Sędzia: Mooud Bonyadifard |
|                       |                             |                |                 |                                                                         |

## Strzelcy
Braki z serii rzutów karnych nie są brane pod uwagę w klasyfikacji strzelców.

### 4 gole
- Ali Jasim

### 3 gole
- Abdullah Radif
- Ayman Yahya
- Lee Young-jun
- Khusayin Norchaev

### 2 gole
- Ahmed Al-Ghamdi
- Marselino Ferdinan
- Rafael Struick
- Komang Teguh
- Mao Hosoya
- Seiji Kimura
- Fuki Yamada
- Salman Al-Awadhi
- Ahmed Al-Rawi
- Rustam Soirov
- Alisher Odilov
- Bùi Vĩ Hào

### 1 gol
- Hajsam Asiri
- Rayane Hamidou
- Liu Zhurun
- Xie Wenneng
- Ivar Jenner
- Witan Sulaeman
- Hassan Khaled Hameed
- Muntadher Mohammed
- Karrar Saad
- Mustafa Saadoun
- Zaid Tahseen
- Ryotaro Araki
- Sota Kawasaki
- Kuryu Matsuki
- Kotaro Uchino
- Aref Al Haj
- Mohamed Al Mannai
- Abdulla Alyazidi
- Jassem Gaber
- Khalid Ali Sabah
- Jeong Sang-bin
- Kim Min-woo
- Talal Al Qaisi
- Haqimi Azim
- Ruslan Khayloev
- Mehron Madaminov
- Manucehr Safarov
- Warris Choolthong
- Teerasak Poeiphimai
- Alibek Davronov
- Khojimat Erkinov
- Jasurbek Jaloliddinov
- Ruslanbek Jiyanov
- Mukhammadkodir Khamraliev
- Diyor Kholmatov
- Ulugbek Khoshimov
- Umarali Rakhmonaliev
- Khuất Văn Khang
- Nguyễn Văn Tùng
- Võ Hoàng Minh Khoa
- Ahmed Fawzi

### Gole samobójcze
- Pratama Arhan (dla  Uzbekistanu)
- Justin Hubner (dla  Jordanii)
- Komang Teguh (dla  Australii)

## Nagrody
Na podstawie:
| Złota Piłka       | Złoty But | Złota Rękawica    | Nagroda Fair Play |
| ----------------- | --------- | ----------------- | ----------------- |
| Joel Chima Fujita | Ali Jasim | Abduvohid Nematov | Uzbekistan U-23   |

## Klasyfikacja końcowa
| Miejsce                        | Reprezentacja         | Punkty | Bramki +/− | Bramki zdobyte |
| ------------------------------ | --------------------- | ------ | ---------- | -------------- |
| Strefa medalowa                |                       |        |            |                |
| złoto                          | Japonia U-23          | 15     | +7         | 3              |
| srebro                         | Uzbekistan U-23       | 15     | +13        | 14             |
| brąz                           | Irak U-23             | 12     | +1         | 9              |
| 4.                             | Indonezja U-23        | 9      | -1         | 8              |
| Wyeliminowane w ćwierćfinałach |                       |        |            |                |
| 5.                             | Korea Południowa U-23 | 9      | +4         | 6              |
| 6.                             | Katar U-23            | 7      | +1         | 6              |
| 7.                             | Arabia Saudyjska U-23 | 6      | +4         | 10             |
| 8.                             | Wietnam U-23          | 6      | 0          | 5              |
| Wyeliminowane w fazie grupowej |                       |        |            |                |
| 9.                             | Chiny U-23            | 3      | -2         | 2              |
| 10.                            | Tadżykistan U-23      | 3      | -3         | 5              |
| 11.                            | Tajlandia U-23        | 3      | -4         | 2              |
| 12.                            | Kuwejt U-23           | 3      | -6         | 3              |
| 13.                            | Australia U-23        | 2      | -1         | 0              |
| 14.                            | Jordania U-23         | 1      | -4         | 2              |
| 15.                            | ZEA U-23              | 0      | -4         | 1              |
| 16.                            | Malezja U-23          | 0      | -5         | 1              |

## Drużyny zakwalifikowane do Mistrzostw Świata
W turnieju piłki nożnej mężczyzn na Letnich Igrzyskach Olimpijskich 2024 w Paryżu wezmą udział:
| Drużyna                                                       | Sposób kwalifikacji          | Data kwalifikacji | Ostatni występ        | Najlepszy wynik         |
| ------------------------------------------------------------- | ---------------------------- | ----------------- | --------------------- | ----------------------- |
| Uzbekistan U-23                                               | Zwycięzca półfinału          | 26 kwietnia 2024  | debiutant             | debiutant               |
| Japonia U-23                                                  | Zwycięzca półfinału          | 26 kwietnia 2024  | 2020                  | IV miejsce (2012, 2020) |
| Irak U-23                                                     | Zwycięzca meczu o 3. miejsce | 28 kwietnia 2024  | 2016                  | IV miejsce (2004)       |
| Udział w barażach interkontynentalnych przeciwko drużynie CAF |                              |                   |                       |                         |
| Indonezja U-23                                                | Przegrany meczu o 3. miejsce | 28 kwietnia 2024  | nigdy się nie dostała | nigdy się nie dostała   |